# Seyne-sur-Mer (tổng)
Tổng Seyne-sur-Mer là một tổng thuộc tỉnh Var trong vùng Provence-Alpes-Côte d'Azur.

## Địa lý
Tổng này được tổ chức xung quanh La Seyne-sur-Mer trong quận Toulon. Cao độ vùng này từ 0 m (La Seyne-sur-Mer) đến 352 m (La Seyne-sur-Mer) với độ cao trung bình 9 m.

## Các xã
Tổng Seyne-sur-Mer có 1 xã với dân số 37 026 người (điều tra dân số năm 1999, dân số không tính trùng).
| Xã                        | Dân số | Mã bưu chính | Mã insee |
| ------------------------- | ------ | ------------ | -------- |
| La Seyne-sur-Mer (partie) | 37 026 | 83500        | 83126    |

## Thông tin nhân khẩu
| 1962                                                     | 1968 | 1975 | 1982 | 1990   | 1999   |
| -------------------------------------------------------- | ---- | ---- | ---- | ------ | ------ |
|                                                          |      |      |      | 38 644 | 37 026 |
| Nombre retenu à partir de 1962 : dân số không tính trùng |      |      |      |        |        |